# Axiom Space
Axiom Space, Inc., también conocido como Axiom, es una empresa privada estadounidense desarrolladora de infraestructura espacial y financiado en Houston, Texas. Fundado en 2016 por Michael T. Suffredini Y Kam Ghaffarian, la compañía está planeando misiones comerciales en 2022 a la Estación Espacial Internacional (ISS) y apunta a poseer y operar la primera estación espacial comercial del mundo. El equipo directivo de la compañía está en gran parte compuesto por empleados que solían pertenecer a la NASA, incluyendo al anterior Administrador de la NASA Charles Bolden. Otras personas claves en la compañía son los astronautas Michael Lopez-Alegria y Brent W. Jett Jr.
Las actividades comerciales previstas por la compañía incluyen vuelos espaciales tripulados para turistas espaciales, así como astronautas comerciales o financiados por el gobierno que se comprometen a participar en investigación espacial, fabricación espacial, y exploración espacial.

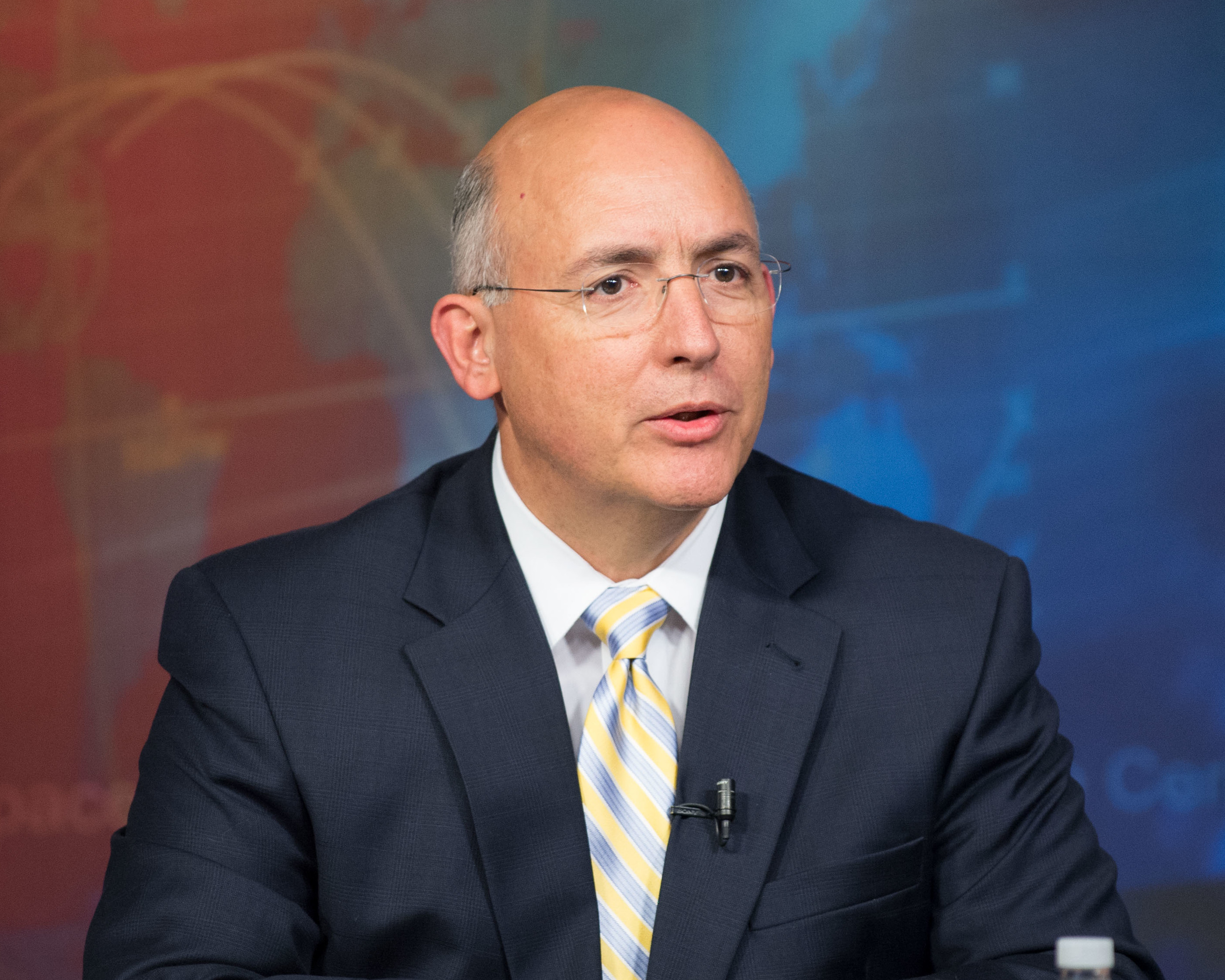
Michael Suffredini en 2012

## Historia
El CEO de Axiom Space Michael T. Suffredini fue el anterior programador jefe para la Estación Espacial Internacional desde 2005 a 2015. Tras retirarse de la NASA, Suffredini y Kan Ghaffarian fundaron Axiom para el mercado de comercio aeroespacial. Ghaffarian es un ingeniero y emprendedor que vendió su compañía Stinger Ghaffarian Technologies, Inc., contratista de la NASA, a KBR en 2018.
La compañía fue seleccionada por la NASA como proveedora del primer módulo comercial para la Estación Espacial Internacional. Axiom también anunció un contrato con SpaceX para enviar astronautas comerciales a la Estación Espacial Internacional en la Falcon 9 y la Crew Dragon, programadas para enero de 2022.
La compañía tenía 110 empleados en febrero de 2021, sus oficinas se localizan en Houston y Los Ángeles.

## Contrato con la NASA por los módulos de la ISS

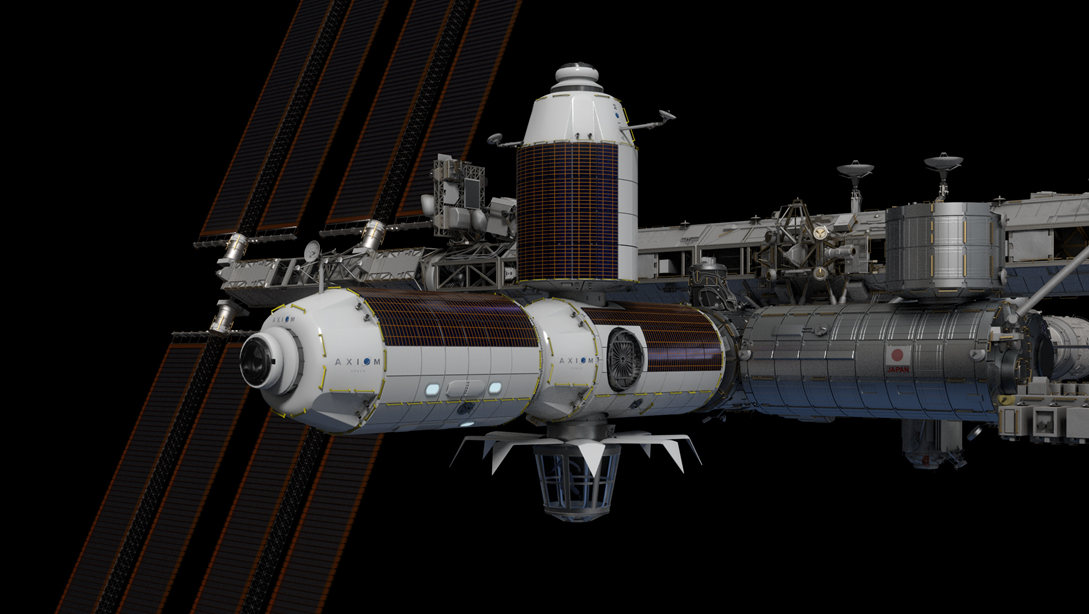
Renderización artística de los módulos de Axiom conectados a la ISS

En 2020, como parte del Next Space Technologies for Exploration Partnerships (NextSTEP) en iniciativas del espacio exterior, la NASA concedió a Axiom 140 millones de dólares para proveerles una nave espacial habitable que se pueda acoplar a la Estación Espacial Internacional. Fue el único elegido de entre todas las propuestas dadas durante 2019. La compañía Bigelow Aerospace no completó su propuesta y, en consecuencia, cesó su actividad.
Los módulos construidos por Axiom fueron diseñados para acoplarse al puerto más lejano de Harmony, con la intención de demostrar su habilidad para proveer servicios comerciales y productos espaciales en la economía de la órbita baja terrestre. El "Segmento Axiom" de la estación estaba planeado, en enero de 2020, para incluir un módulo nodo que sirva de conector, facilitar la investigación y fabricación, un hábitat para la tripulación, y un largo módulo acristalado para ver la Tierra.

## Estación Axiom
La Estación Axiom pretende tener sus módulos  aeroespaciales lanzados y en órbita, unidos a la Estación Espacial Internacional. Antes del cese de la ISS (y reentrada atmosférica), la compañía planea desacoplar sus módulos y orbitarlos de forma independiente formando la Estación Axiom. Las ilustraciones de Axiom de 2020 muestra cómo los módulos serán desamarrados y relocalizados en la ISS gracias al Sistema de servicio móvil, específicamente el Canadarm2. Canadarm 2 también podría continuar sus operaciones en la Estación Axiom después de la jubilación de la ISS a finales de la década de 2020. La compañía apunta a mediados de este periodo para unir su primer módulo a la ISS y, a finales de la década, para tener la estación completada.
Tras la jubilación de la ISS, Axiom declaró en 2020 que esperan poder separar la Estación Axiom de la ISS y añadir energía y un módulo térmico con una esclusa de aire. Axiom planea formar astronautas comerciales para acoger gobiernos y socios comerciales, así como astronautas privados. Hasta tres módulos de Axiom podrían sujetarse a la Estación Espacial Internacional. El primer módulo podría ser lanzado en 2024, atracado al puerto delantero de Harmony, el cual requeriría la relocalización del módulo PMA-2. Axiom podría unir hasta dos módulos adicionales a su módulo de núcleo inicial, y enviar astronautas privados para visitar estos módulos.

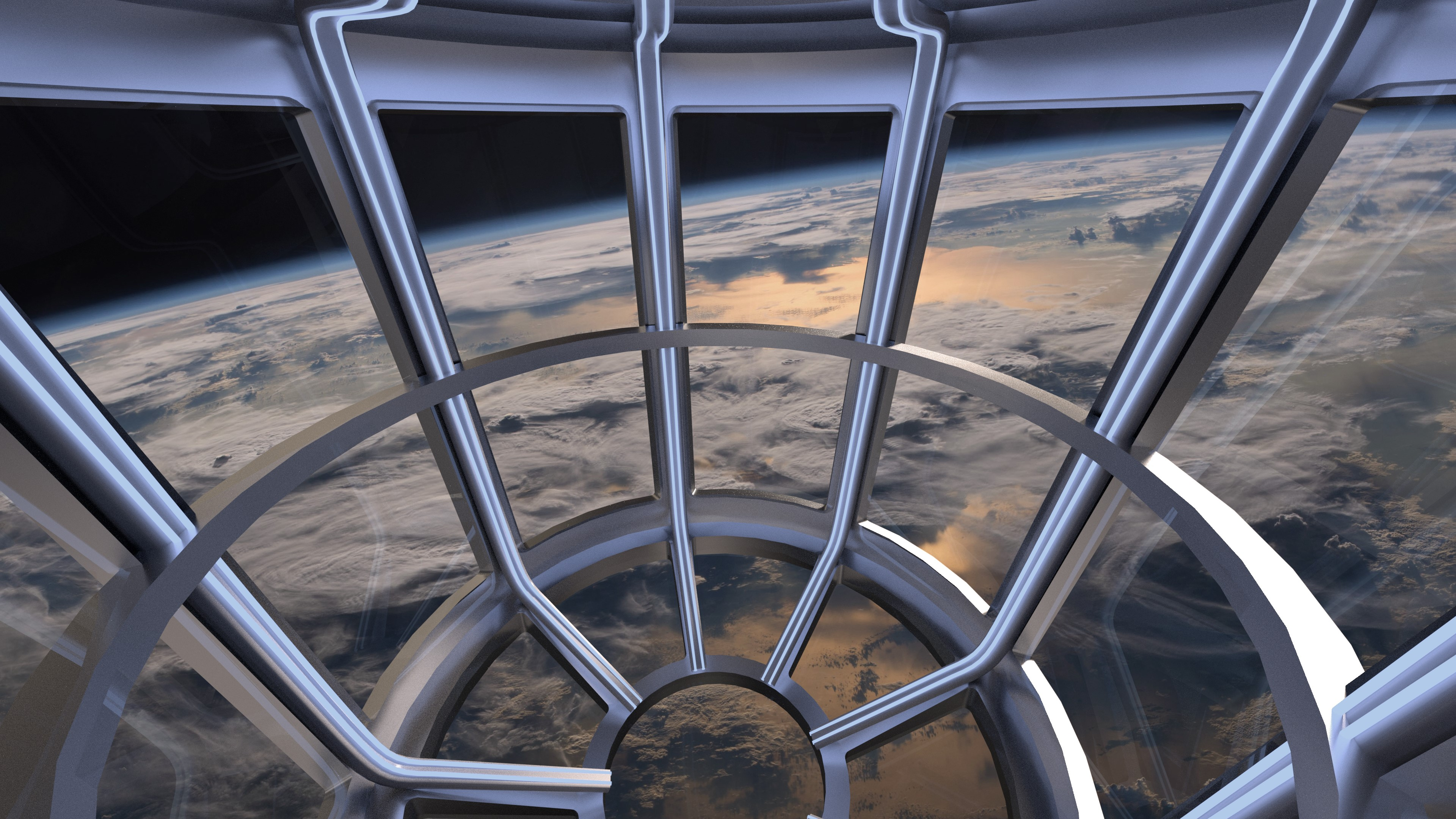
Futuro observatorio de la Tierra desde la Estación Axiom (ilustración del modelo diseñada por Philippe Starck)

El interior de la Estación Axiom fue diseñado en 2018 por el arquitecto francés Philippe Starck. Las ilustraciones de la estación muestran un cuarto con paredes, cubierto con relleno anudado y tachonado cientos de LEDs que cambiarían de color. Axiom ha declarado públicamente un intento de mantener al menos un astronauta en la estación ininterrumpidamente, cuyo trabajo sería cuidar de los proyectos de investigación y la reparación de la estación. La estancia incluye comodidades como Wi-Fi de alta velocidad, pantallas de video, cuadros, y hasta una cúpula de cristal.
En 2023 Axiom, tras un acuerdo de pre-reservas, indicó que permitiría los amarres a su estación a La Compañía de Exploración.

## Vuelos espaciales tripulados
Axiom planea proveer vuelos espaciales tripulados a individuos, compañías, empresas y agencias espaciales. La compañía ofrece misiones a la Estación Espacial valorados en 10 días con 15 semanas de entrenamiento. Además del entrenamiento, Axiom declaró que el paquete incuirá una planificación de la misión, desarrollo de hardware, soporte vital y médico, provisiones para la tripulación, hardware y certificaciones de seguridad, operaciones en órbita y gestión de misiones. Las misiones se podrían extender por periodos más largos en el tiempo, dependiendo del enfoque del vuelo.
En junio de 2020, el Administrador de la NASA Jim Bridenstine mencionó en un podcast que Axiom estaba participando en la producción de una película de Tom Cruise para la ISS junto a SpaceX para ser expuesta en los viajes.

## Investigación y fabricación espacial

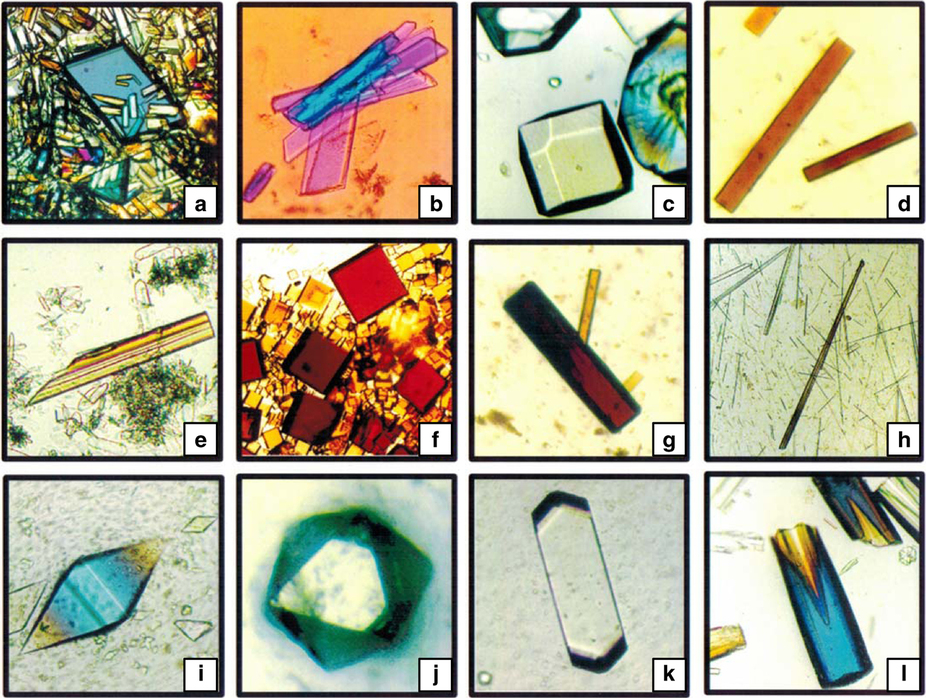
Cristales crecidos en microgravedad

La empresa Axiom pretende comercializar el acceso a la investigación y el desarrollo tecnológico en microgravedad, usando el Laboratorio de la Estación Espacial Internacional hasta que sus propios módulos estén operativos.

## Misiones

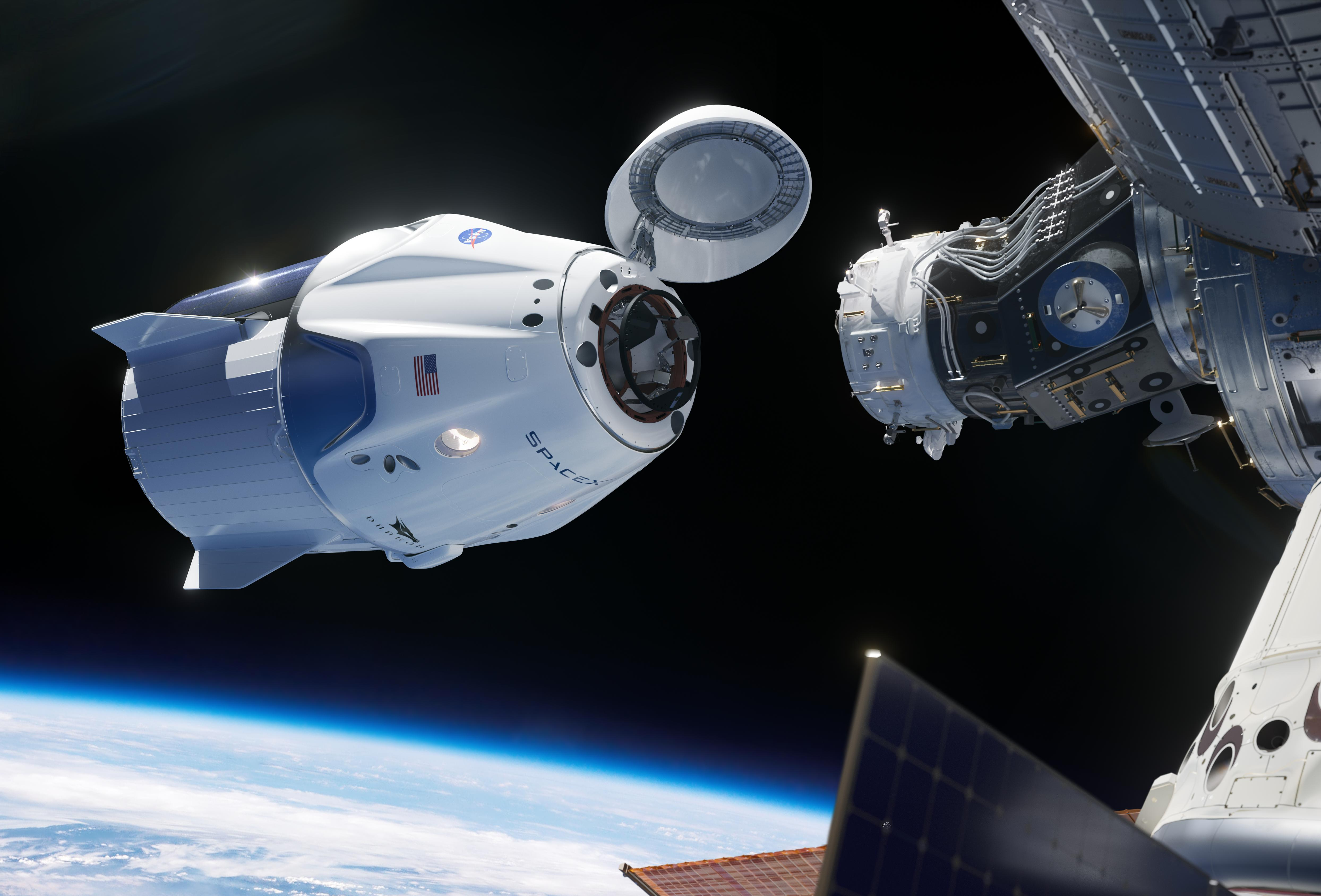
Ilustración de la nave SpaceX Crew Dragon acercándose a la ISS.

A principios de junio de 2021, Axiom anunció un acuerdo con SpaceX el cual añadió tres vuelos tripulados a la ISS en un total de cuatro.

### Ax-2
Ax-2 es una misión comercial planeada a la ISS. El vuelo está programado para otoño de 2022 y enviará a cuatro personas a la ISS. Un miembro de la tripulación se elegirá mediante un reality de televisión de Discovery Channel llamado Who Want to Be an Astronaut. El 25 de mayo de 2021, se anunció que el astronauta de la NASA Peggy Whitson sería el comandante de la misión y John Shoffner el piloto. 

El vuelo se cumplió recién en mayo de 2023.

### Ax-3
Ax-3 es una misión tripulada privada planificada a la ISS. El vuelo se lanzará no antes de enero de 2024 y transportará a cuatro personas a la ISS. La tripulación incluirá a Walter Villadei , el astronauta turco Alper Gezeravcı y Marcus Wandt.

### Ax-4
Ax-4 es una misión comercial de la Crew Dragon planeada para la ISS. El vuelo se lanzará no antes de octubre de 2024 y llevará a cuatro personas a la ISS, incluyendo al ganador del reality de televisión Space Hero. Se espera que la tripulación incluya un astronauta húngaro y un polaco.

## Nota
1. ↑  Imagen temporal representativa de una misión a la ISS de la Dragon 2.